# Chrysopolomides
Chrysopolomides is een afrotropisch geslacht van vlinders van de familie van de slakrupsvlinders (Limacodidae), uit de onderfamilie van de Chrysopolominae. De wetenschappelijke naam voor dit geslacht is voor het eerst voorgesteld door Erich Martin Hering in een publicatie uit 1937.
Dit geslacht is monotypisch, dat wil zeggen dat het maar één soort heeft namelijk Chrysopolomides nivea (Aurivillius, 1903).